# Валай (Литва)
Валай (также Волы, лит. Valai, пол. Woły) — деревня в Лентварском старостве, в Тракайском районе Вильнюсского уезда Литвы. Располагается в 3 км на северо–западе от Григишек, на левом берегу реки Нярис.

## Население
| 1905                           | 1931 | 1959 | 1970 | 1979 | 1989 | 2001 | 2011 | 2021 |
| ------------------------------ | ---- | ---- | ---- | ---- | ---- | ---- | ---- | ---- |
| 93                             | 138  | 116  | 123  | 81   | 58   | 96   | 315  | 459  |
| Гистограмма динамики населения |      |      |      |      |      |      |      |      |

## Примечание
1. ↑  Гошкевич И. И. Виленская губерния: Полный список населенных мест со статистическими данными о каждом поселении, составленный по официальным сведениям.. — Вильнюс, 1905.
2. ↑  Wykaz miejscowości Rzeczypospolitej Polskiej, t. 1, Warszawa 1938.
3. 1 2  Сельские поселения Литовской ССР в 1959 и 1970 гг. (Данные Всесоюзной переписи населения). Вильнюс: Центральное статистическое управление при Совете Министров Литовской ССР, 1974.
4. ↑  Сельские населённые пункты Литовской ССР. (данные Всесоюзной переписи населения 1979 года) (лит.). lietuvai.lt.
5. ↑  Kaimo gyvenamosios vietovės (1989 metų Visuotinio gyventojų surašymo duomenys). Vilnius: Lietuvos Respublikos Statistikos departamentas, 1993.
6. ↑  Поселения Вильнюсского уезда и их жители. Вильнюс: Статистическое управление Литвы, 2003.
7. ↑  Население населенных пунктов: результаты переписи населения и жилищного фонда Литвы. 2011 год.. Вильнюс: Статистический департамент, 2013.
8. ↑  Население населенных пунктов: результаты переписи населения и жилищного фонда Литвы. 2021 год.. Вильнюс: Статистический департамент, 2023.